# 李始鍾
李始鍾（韓語：이시종，1947年4月18日—），是大韓民國的政治人物，第33-35任忠清北道知事。

## 生平
李始鍾中學就讀清州高等學校）與光州第一高等學校，後進入首爾大學成為政治學研究生，1981年被委任為寧越郡守而步入政壇。
2004年，他參選韓國國會選舉忠州市議員當選而首次進入國會。
2014年6月4日，李始鍾在大韓民國第六屆廣域地方自治團體長選舉中以361,114票擊敗名兩候選人尹鎮植與申璋鎬（韓語：신장호）連任忠清北道知事。